# Alfredo Toledo
Alfredo Iván Toledo (* 12. Mai 1998) ist ein chilenischer Mittelstreckenläufer, der sich auf die 1500-Meter-Distanz spezialisiert hat.

## Sportliche Laufbahn
Erste internationale Erfahrungen sammelte Alfredo Toledo im Jahr 2021, als er bei den Südamerikameisterschaften in Guayaquil in 3:58,90 min den achten Platz im 1500-Meter-Lauf belegte. 2023 gelangte er bei den Südamerikameisterschaften in São Paulo mit 3:53,73 min auf den siebten Platz.
In den Jahren 2019 und 2021 wurde Toledo chilenischer Meister im 1500-Meter-Lauf.

## Persönliche Bestleistungen
- 800 Meter: 1:50,45 min, 28. Mai 2023 in Santiago de Chile
- 1500 Meter: 3:45,49 min, 16. September 2023 in Concepción